# Municipio San Francisco (Falcón)
San Francisco es uno de los 25 municipios que integran el Estado Falcón, Venezuela. Su capital es la ciudad de Mirimire. Tiene una superficie de 346 km², para 2011 su población era de 12 562 habitantes. Este municipio está conformado por una sola parroquia. Perteneció históricamente al antiguo Distrito Acosta, hoy Municipio Acosta.

## Geografía
El municipio San Francisco se encuentra ubicado en la región oriental del estado Falcón, a aproximadamente 10 km al sur de la costa del mar Caribe. Su territorio presenta una configuración topográfica diversa, la cual puede dividirse en tres zonas principales:
- La zona norte está constituida por una extensa llanura, atravesada por diversos cursos de agua, incluyendo el embalse El Cristo, que representa una importante fuente hídrica para la localidad.
- La zona central, donde se sitúan las poblaciones de Mirimire, Mirimirito, Belén y El Cristo, corresponde a un área montañosa, ubicada sobre la formación del cerro Mirímire, que caracteriza el paisaje del eje central del municipio.
- En la zona sur, predomina nuevamente un relieve llanero, conformado por la planicie aluvial del río Tocurero, cuyas aguas contribuyen al drenaje y fertilidad del sector.

## Política y gobierno

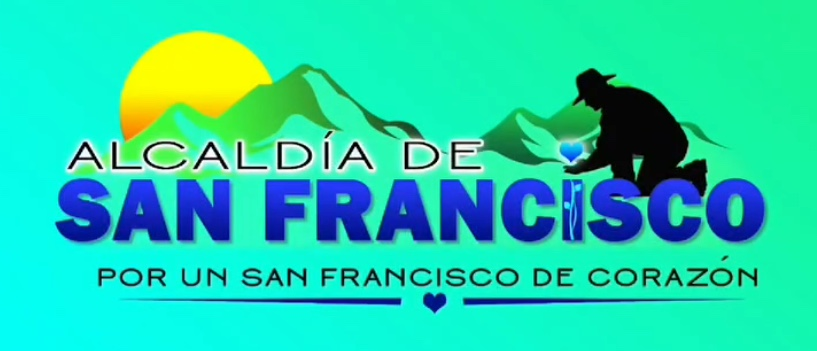
Logo de la Alcaldía (2021-2025).

### Alcaldes
| Período     | Alcalde          | Partido político / Alianza | % de votos | Notas |
| ----------- | ---------------- | -------------------------- | ---------- | --- |
| 1989 - 1992 | Olearys Pérez    | AD                         | 60.55      | Primer alcalde bajo elecciones directas |
| 1992 - 1995 | Oswaldo Prieto   | COPEI                      | 60,31      | Segundo alcalde bajo elecciones directas |
| 1995 - 2000 | José Luis Peña   | COPEI                      | -          | Tercer alcalde bajo elecciones direstas(se realizaron elecciones generales adelantadas en el 2000 debido a la aprobación de la Constitución de 1999) |
| 2000 - 2004 | José Luis Peña   | COPEI                      | 60,22      | Reelecto |
| 2004 - 2008 | Moisés Aguilar   | PSUV                       | 42,89      | Cuarto alcalde bajo elecciones directas |
| 2008 - 2013 | Moisés Aguilar   | PSUV                       | 56,15      | Reelecto (se postergan 1 año las elecciones municipales pautadas para finales del 2012)                                                              |
| 2013 - 2017 | Moisés Aguilar   | PSUV                       | 53,43      | Reelecto |
| 2017 - 2021 | Maigualida Tovar | PSUV                       | 62,70      | Quinto alcalde bajo elecciones directas |
| 2021 - 2025 | Carlos Escalona  | MUD                        | 54,73      | Sexto alcalde bajo elecciones directas |

### Concejo municipal

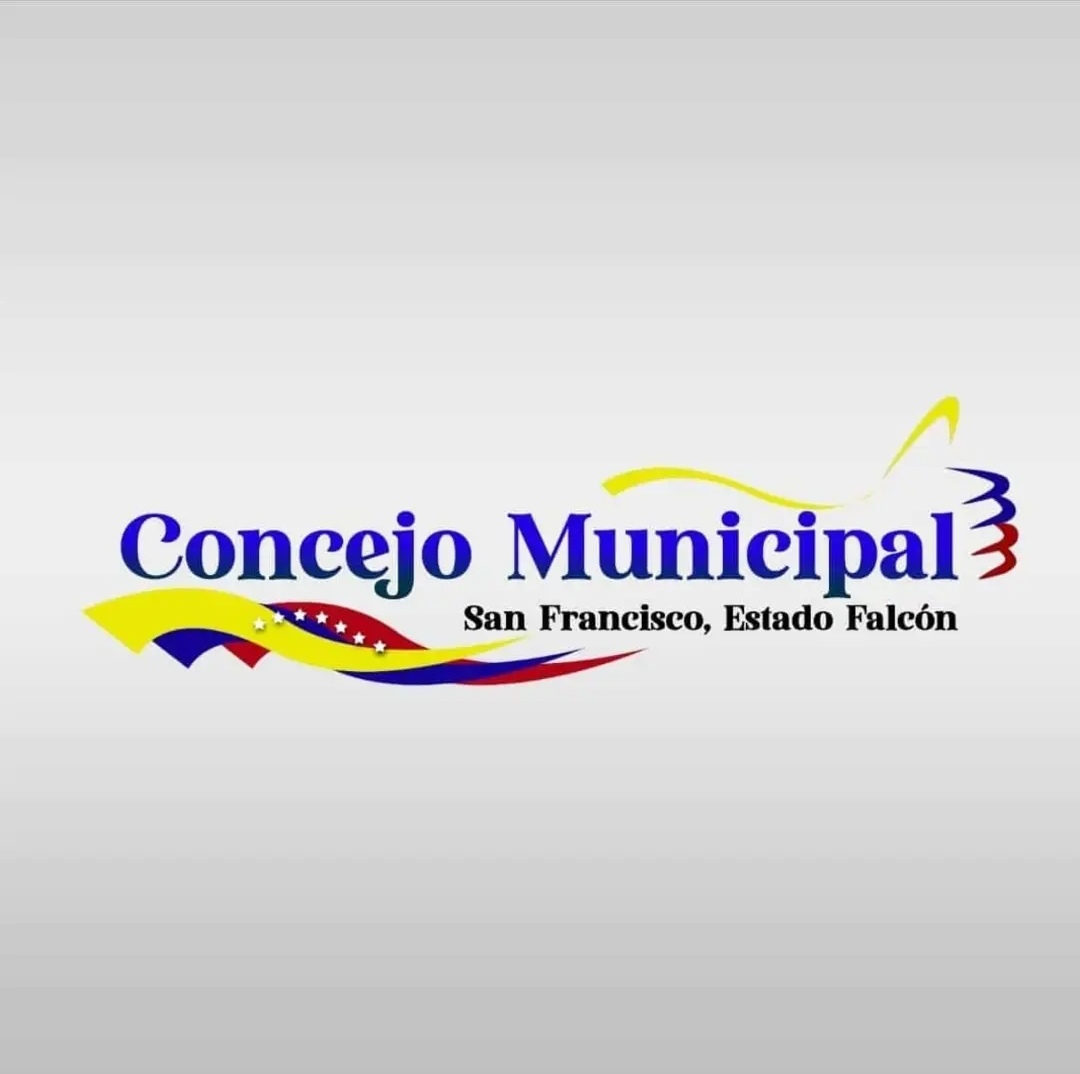
Logo del Concejo Municipal (2021-2025).

Período 1989 - 1992
| Concejales:               | Partido político / Alianza |
| ------------------------- | -------------------------- |
| Armando Sánchez           | AD                         |
| José Sequera              | AD                         |
| Eugenio Pérez Díaz        | AD                         |
| Oswaldo Prieto            | COPEI                      |
| Eglee Vargas de Contreras | COPEI                      |

Período 1992 - 1995
| Concejales:               | Partido político / Alianza |
| ------------------------- | -------------------------- |
| Israel Barbera            | COPEI                      |
| Eglee Vargas de Contreras | COPEI                      |
| Augusto Díaz              | COPEI                      |
| Ada López                 | AD                         |
| Arela de Ramírez          | AD                         |

Período 1995 - 2000
| Concejales:       | Partido político / Alianza |
| ----------------- | -------------------------- |
| Carmen Leones     | COPEI                      |
| Carmen Isea       | COPEI                      |
| Irma Morales      | COPEI                      |
| Wilmer Chirinos   | AD                         |
| Elisaul Hernandez | AD                         |

Período 2013 - 2018
| Concejales     | Partido político / Alianza |
| -------------- | -------------------------- |
| Fany Pinto     | PSUV                       |
| Ricardo Lara   | PSUV                       |
| Jose Sequera   | PSUV                       |
| Oswaldo Muñoz  | PSUV                       |
| Nelson Morales | MUD                        |

Período 2018 - 2021
| Concejales      | Partido político / Alianza |
| --------------- | -------------------------- |
| Johana Cartillo | PSUV                       |
| Oswaldo Muñóz   | PSUV                       |
| Herry Montero   | PSUV                       |
| Yannelys Morón  | PSUV                       |
| Victor Campos   | PSUV                       |

Periodo 2021 - 2025
| Concejales:    | Partido político / Alianza |
| -------------- | -------------------------- |
| Jonny Méndez   | MUD                        |
| Yuneidy Bracho | MUD                        |
| Isaac Sánchez  | MUD                        |
| Erik Chirínos  | MUD                        |
| Bianca Morales | PSUV                       |